# Klooster Sint-Paulus
Het Sint-Paulusklooster (Duits: Kloster Sankt Pauli) is een voormalig klooster van de dominicanen in Brandenburg an der Havel in de Duitse deelstaat Brandenburg. Tegenwoordig is in het klooster het Archäologische Landesmuseum Brandenburg gevestigd.

## Ontstaansgeschiedenis
Nadat markgraaf Otto III in het bijzijn van Dominicaanse monniken overleed, schonk zijn zoon Otto V in 1286 de residentie van de markgraaf aan de Dominicaanse orde. Nog in hetzelfde jaar begonnen de broeders met de bouw van een klooster. Het koor van de kerk geldt daarbij als het oudste bouwdeel. Ongeveer een eeuw later kwamen de hallenkerk en de aangrenzende kloostergebouwen gereed.
Bisschop Gebhard von Brandenburg wijde in 1286 de kerk aan de heilige Andreas en Maria Magdalena, maar na de voltooiing van het kloostercomplex wijde bisschop Dietrich III von der Schulenburg in het jaar 1384 de kerk aan de heilige Driekoningen en Sint-Paulus.
Volgens een middeleeuwse traditie werd ook dit klooster van een bedelorde aan de rand van de middeleeuwse stad gebouwd. In het zuiden begrenst de nog altijd in grote delen bewaarde stadsmuur het kloosterareaal. Een van de stadse drukte afgescheiden locatie creëerde voor de monniken een geschiktere omgeving voor contemplatie, zonder dat de monniken al te veel werden gehinderd bij de uitvoering van hun geestelijke verplichtingen jegens de stedelingen.

## Beschrijving
De kerk is een eenvoudige drieschepige gotische hallenkerk zonder kooromgang. Het hele complex werd in baksteengotiek vormgegeven. Op de zuidoostelijke hoek, voor de overgang naar de oostelijke vleugel van het klooster, wordt het kerkschip door een smalle toren begeleid. Ten zuiden van het kerkschip sluit zich de kloostertuin aan.

## Geschiedenis

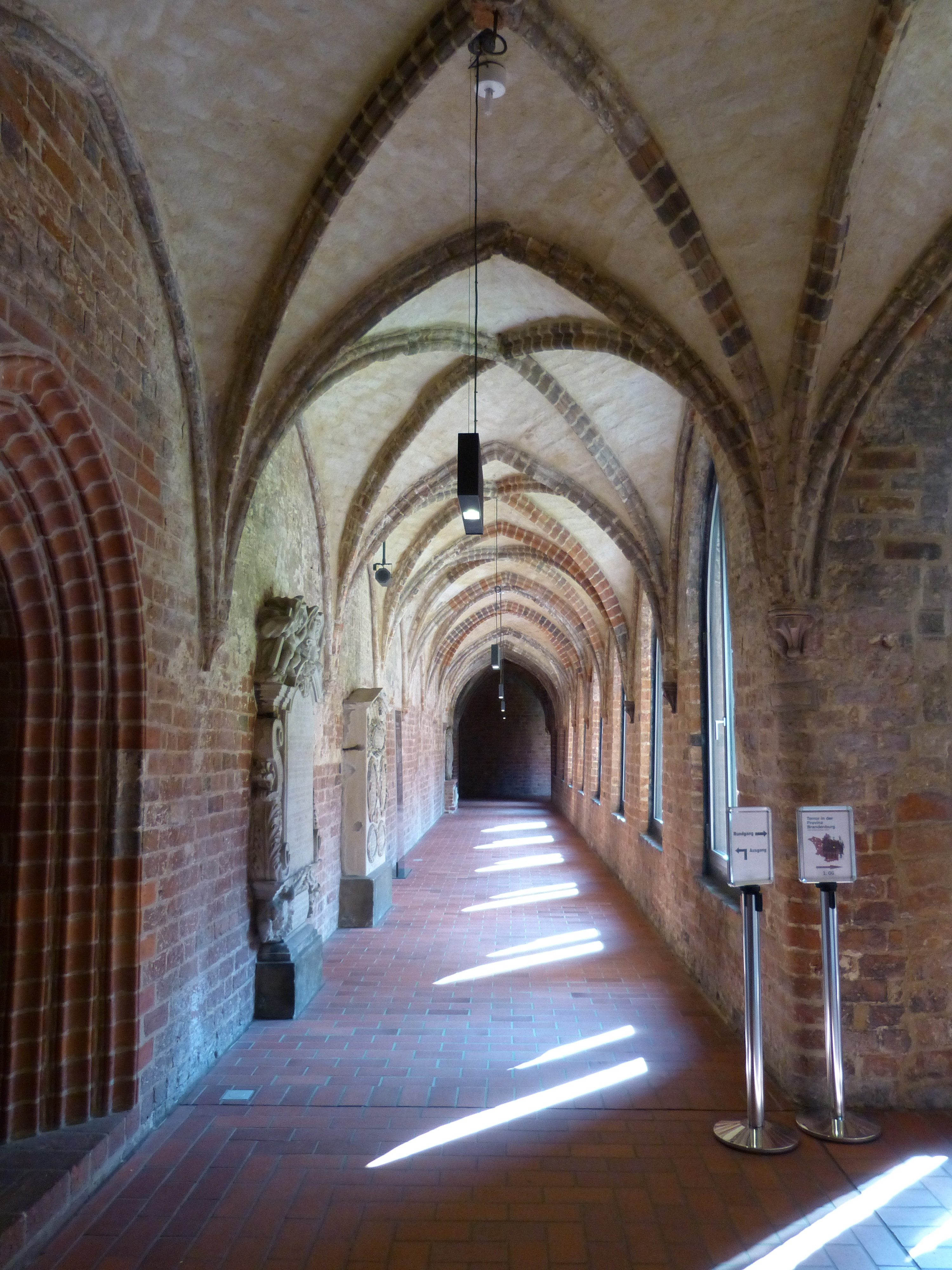
Kloostergang

Met de intrede van de reformatie in de mark Brandenburg kwam er een einde aan het katholieke tijdperk van het klooster. Alhoewel er een verbod kwam voor de opname van nieuwe kloosterlingen, mochten de oude broeders in hun klooster blijven wonen. In 1560 schonk keurvorst Joachim II het complex aan de stad. Het kerkgebouw kreeg een protestantse bestemming en in de kloostergebouwen werden een ziekenhuis en een verpleeghuis van ouderen gevestigd.
In de laatste dagen van de Tweede Wereldoorlog sloeg tijdens de verovering van Brandenburg door het Rode Leger van 26 tot 27 april 1945 de woedende brand in naburige bebouwing over op het kloostercomplex. Samen met de kerk en de toren brandden de kloostergebouwen tot 29 april geheel uit. Slechts de muren en de gewelven van het kerkschip alsmede enige epitafen bleven behouden. Vervolgens werden er geen pogingen gedaan om het resterende bouwwerk te redden en op 1958 stortte de zuidelijke pijlerrij in. Daarna werden de overige gewelven gesloopt en de toren en buitenmuren veiliggesteld.
In de jaren 1960 werd er een wederopbouw beoogd om het complex tot een museale functie te kunnen bestemmen, maar deze plannen werd tot het einde van de DDR niet gerealiseerd.
Na de Wende viel in 2002 het besluit tot de volledige reconstructie van het klooster. Na de voltooiing werd op 24 september 2008 het Archeologische Landsmuseum geopend. In het kerkschip worden regelmatig andere culturele manifestaties georganiseerd. Klooster en kerk zijn een bijzonder goed geslaagd voorbeeld van een behoedzame en deskundige wederopbouw van een middeleeuws bouwcomplex. Zonder massief in de bouwstructuren in te grijpen werden moderne technische vereisten met het oorspronkelijke concept van het klooster vereend. Voor de restauratie van de zeer beschadigde muurdelen werden in de regio vervaardigde bakstenen in kloosterformaat toegepast.

## Venster
Het middeleeuwse koorvenster werd nog voor de verwoesting van het Paulusklooster tijdens gevechten in 1945 om Brandenburg an der Havel uit de kerk verwijderd en in andere kerken opgeslagen. Sinds 1975 werd het venster in het koor van de Catharinakerk geplaatst, waar het echter wegens de geringe grootte en het ervoor geplaatste altaar niet tot zijn recht kwam. Na de restauratie van het klooster werd het besluit genomen om het venster weer op de oorspronkelijke plaats terug te brengen. Het venster is in delen ongeveer 30 jaar ouder dan de vensters van de Mariakerk in Frankfurt (Oder) en behoort tot de oudste en mooiste middeleeuwse kerkvensters van Brandenburg. Alleen de gebrandschilderde ramen van de dorpskerk van Lindena worden nog ouder geschat. Vijftien velden met Bijbelse scènes dateren uit 1330, zeven jongere velden met profeten dateren uit 1400 en veertien velden werden nieuw gemaakt om het venster te completeren.